# Bavayia sauvagii
Espèce
Synonymes
- Lepidodactylus sauvagii  Boulenger, 1883

Statut de conservation UICN

 DD  : Données insuffisantes
Bavayia sauvagii est une espèce de gecko de la famille des Diplodactylidae.

## Répartition
Cette espèce est endémique de Nouvelle-Calédonie.

## Description
C'est un gecko arboricole, nocturne et insectivore.

## Étymologie
Cette espèce est nommée en l'honneur d'Henri Émile Sauvage.

## Publication originale
- Boulenger, 1883 : On the geckos of New Calendonia. Proceedings of the Zoological Society of London, vol. 1883, p. 116-130 (texte intégral).